# Julio Jiménez Muñoz
Julio Jiménez Muñoz (Ávila, 28 de octubre de 1934-Ávila, 8 de junio de 2022), apodado El Relojero de Ávila, fue un ciclista español profesional entre 1959 y 1969, años entre los cuales logró 29 victorias, de las cuales destacan cinco victorias de etapa en el Tour de Francia, cuatro victorias de etapa en el Giro de Italia y tres victorias de etapa en la Vuelta a España. Fue un gran escalador y conquistó en tres ocasiones el Gran Premio de la Montaña en la Vuelta y en el Tour.

## Comienzos
Nació en Ávila,  comenzó a participar desde muy joven en competiciones ciclistas, siempre destacando en la montaña, y compitiendo en su tiempo libre mientras trabajaba como aprendiz de relojero, lo cual le valió su apodo. Sin embargo, no pasó a profesionales hasta los veinticinco años, y no comenzó a destacar hasta 1960, año en el que terminó 3.º en la Subida a Arrate y logró una victoria de etapa en la Vuelta a Cataluña.

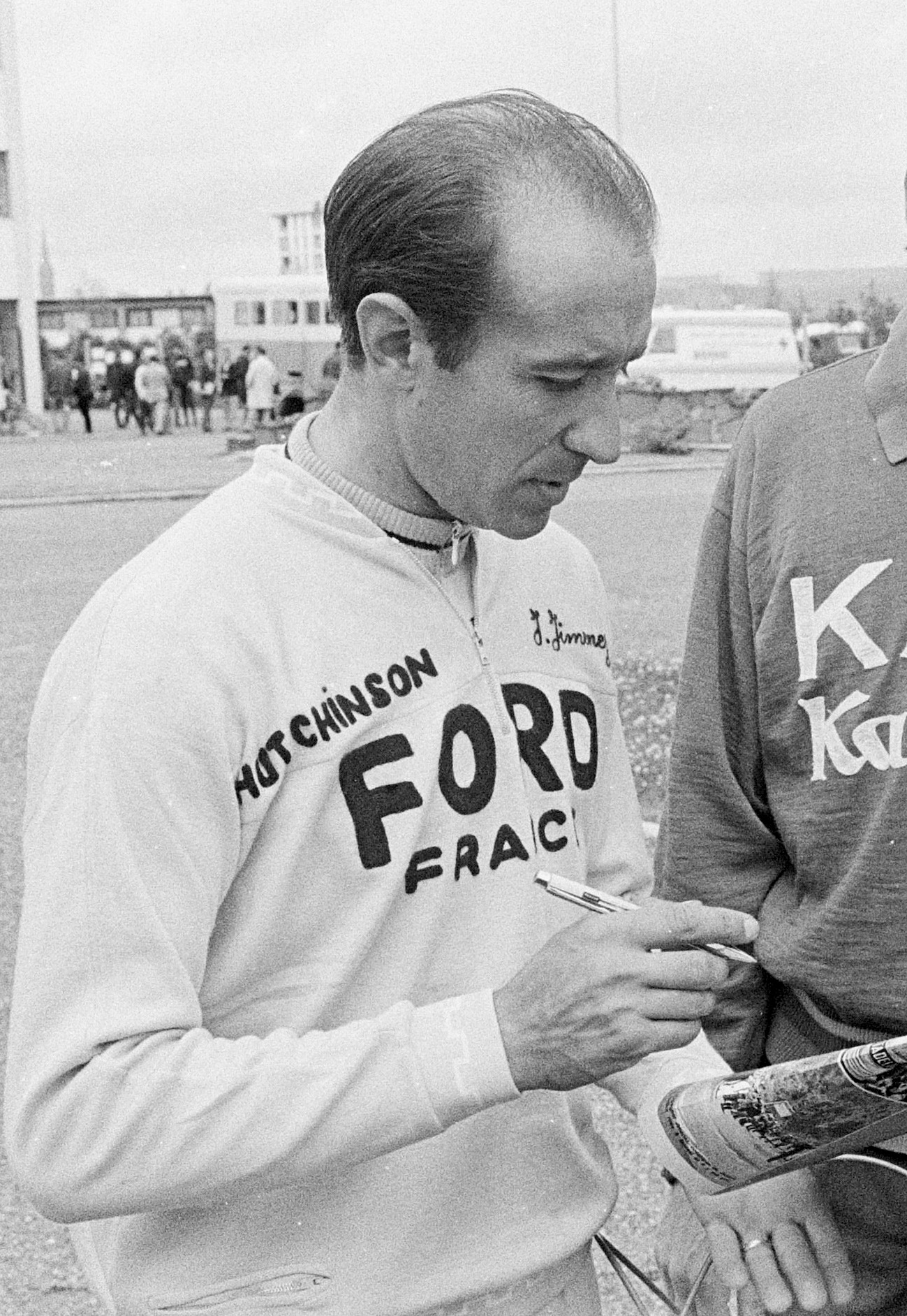
Julio Jiménez, 1966.

## Trayectoria
En 1962 fichó por el equipo belga Faema, donde había corrido anteriormente Bahamontes, y comenzó a hacerse un hueco en el panorama internacional. Ese mismo año se proclama campeón de España de montaña, tras enfrentarse en solitario a todo el equipo Kas. La falta de liderazgo en el conjunto belga le llevó a recalar en el equipo Kas en 1964. Bajo las órdenes de Langarica, Jiménez estuvo a punto de ganar la Vuelta a España, pero su mal rendimiento contrarreloj se lo impidió y solamente pudo ser quinto, por detrás de Raymond Poulidor. Debutó en el Tour con 30 años y consiguió dos etapas, un segundo puesto en la clasificación de la montaña, por detrás de Bahamontes y la séptima plaza en la clasificación general.
En 1965 logró la victoria en la clasificación de la montaña tanto de la Vuelta a España como del Tour de Francia. Al terminar la temporada, fue reclutado por el equipo de Jacques Anquetil, con el cual forjó una gran amistad.

## En la cima
1966 fue probablemente su mejor año como ciclista. Acudió al Giro de Italia en las filas del equipo Ford, y se hizo con la maglia rosa en la 2.ª etapa. Fue líder de la carrera durante once días, pero al final solamente pudo terminar 4.º en la general y 2.º en la clasificación de la montaña. Según contó el propio Jiménez Múñoz, «En el Giro, en el año que fui de líder durante 11 días, Anquetil me dijo que dejara la maglia rosa para que controlaran otros equipos y luego recuperarla. No le hice caso y me arrepentí porque por eso perdí la carrera». Al Tour acudió como gregario de lujo de Anquetil, sin embargo, una vez que el normando había abandonado la carrera por enfermedad, se vio supeditado a las órdenes de su compañero de equipo Lucien Aimar, mucho mejor situado en la general, y a la postre, vencedor de la ronda gala.

## Tour de Francia
En 1967 Jiménez se fijó como objetivo el Tour de Francia, pero el cambio de normativa, que volvía a instaurar la participación por selecciones nacionales en lugar de por equipos, no le permitió más que terminar en 2.ª posición, por detrás del francés Roger Pingeon.
A partir de 1968 pasó a ser un importante gregario de la selección española y en 1969 se retiró del mundo profesional.

## Biografía
En septiembre de 2004 fue publicada su biografía en Ávila aprovechando la llegada de la Vuelta a España.

## Fallecimiento
Falleció en la madrugada del 8 de junio de 2022, tras no poder superar las lesiones por el accidente de tránsito que sufriera en la tarde del 7 de junio.

## Palmarés
| 1960 - 1 etapa en la Volta a Cataluña - G.P. Llodio 1961 - 4 etapas de la Vuelta a Colombia 1962 - Campeonato de España de Montaña - Subida a Urkiola - 1 etapa de la Volta a Cataluña - 1 etapa de la Dauphiné Libéré 1963 - 2.º en el Campeonato de España de Montaña - 1 etapa de la Vuelta a La Rioja - Clasificación de la montaña de la Vuelta a España 1964 - Campeonato de España en Ruta - Subida a Urkiola - 2 etapas de la Vuelta a España, más clasificación de la montaña - 2 etapas del Tour de Francia | 1965 - Campeonato de España de Montaña - Subida a Urkiola - Subida a Arrate - 2 etapas del Tour de Francia, más clasificación de la montaña - 1 etapa de la Vuelta a España, más clasificación de la montaña 1966 - 2 etapas del Giro de Italia - 1 etapa del Tour de Francia, más clasificación de la montaña 1967 - Clasificación de la montaña del Tour de Francia - Polymultipliée 1968 - 2 etapas del Giro de Italia |

## Resultados en Grandes Vueltas
| Carrera | Carrera         | 1961 | 1962 | 1963 | 1964 | 1965 | 1966 | 1967 | 1968 | 1969 |
| ------- | --------------- | ---- | ---- | ---- | ---- | ---- | ---- | ---- | ---- | ---- |
|         | Giro de Italia  | —    | —    | —    | —    | —    | 4.º  | —    | 10.º | 36.º |
|         | Tour de Francia | —    | —    | —    | 7.º  | 23.º | 13.º | 2.º  | 30.º | -    |
|         | Vuelta a España | 36.º | 46.º | 23.º | 5.º  | 34.º | —    | 20.º | —    | —    |